# Fulvia Nieves de Galicia
Fulvia Nieves de Galicia (Maiquetía, estado Vargas, 28 de marzo de 1949) es una antropóloga venezolana, profesora titular e investigadora de la Universidad Central de Venezuela, quien ha desempeñado diversos cargos docentes y administrativos en diversas instituciones académicas del país. Sus trabajos de investigación se han orientado hacia la arqueología, la etnografía y la educación superior.  

## Educación
Cursó sus estudios en la Escuela de Antropología de la Facultad de Ciencias Económicas y Sociales de la Universidad Central de Venezuela (UCV), obteniendo el título de Antropóloga en 1969. 
En 1974, realizó sus estudios de doctorado obteniendo el grado de Magíster en Historia Contemporánea de Venezuela en la mencionada casa de estudios y, además, cursó el Diplomado Gerencia para Autoridades Universitarias, en el Instituto de Estudios Superiores de Administración (1989).
Ha tomado diversos cursos de actualización y pasantías de investigación en instituciones como el Museo del Hombre (México, 1970), Smithsonian Institution (Estados Unidos, 1970), el Museo del Hombre Dominicano (República Dominicana, 1974), la Unión de Universidades de América Latina y el Caribe (México, 1988).

## Docencia y gerencia universitaria
Durante su trayectoria académica ha desempeñado distintos cargos tantos docentes en la Escuela de Antropología y el Instituto de Investigaciones Económica y Sociales Dr. Rodolfo Quintero de la Facultad de Ciencias Económicas y Sociales (FaCES-UCV). 
- En el área administrativa, ha ocupado cargos importantes, tales como:
- Miembro del Núcleo de Vicerrectores Académicos de las Universidades Nacionales.
- Miembro del Núcleo de Autoridades de Posgrado.
- Miembro del Núcleo de Autoridades de Extensión.
- Miembro del Consejo Consultivo Nacional de Postgrado.
- Miembro del Consejo Directivo del CONICIT-FONACIT.
- Secretaria General y Coordinadora del Consejo de Desarrollo Científico y Humanístico de la UCV.
- Coordinadora Académica de la Facultad de Ciencias Económicas y Sociales.
- Coordinadora del Núcleo de los CDCHT de las universidades nacionales venezolanas.
- Coordinadora de la Comisión del Premio de Estímulo a la Investigación Universitaria (PEI-UCV).
- Secretaria de la Vocalía Científica y Tecnológica de la Unión de Universidades de América Latina y el Caribe
- Adicionalmente, estuvo a cargo del Servicio Nacional de Atención a la Infancia y la Familia (SENIFA), adscrito al Ministerio para el Poder Popular para la Educación,[1]
- Subdirectora Académica del Instituto Universitario de Profesiones Gerenciales y Directora del Instituto Universitario de Administración y Gerencia.[1]

También ha formado parte de diversos grupos de investigación, llevando a cabo trabajos orientados a la actualización del diseño curricular de la carrera de administración, menciones: Finanzas, Organización y Sistemas del Instituto Universitario de Administración y Gerencia (2015) y la clasificación académica del personal docente de la Escuela Nacional de Hacienda Pública (Venezuela).

## Reconocimientos
A lo largo de su trayectoria académica ha sido galardonada con varios reconocimientos dentro del quehacer académico, entre los cuales destaca:
- Premio de Estímulo a la Investigación Universitaria (PEI).
- Orden José María Vargas (UCV).
- Orden Mérito al Trabajo, otorgada por el  Ministerio del Trabajo, conjuntamente con el  Colegio de Sociólogos y Antropólogos de Venezuela.

## Publicaciones
Ha publicado artículos y libros sobre educación superior, arqueología y etnohistoria, algunos de ellos se mencionan a continuación:
- Responsabilidad social de la investigación universitaria; retos y desafíos. Revista Informe de Investigaciones Educativas. 2008;  XXII(1):117 – 130.[4]
- Aprendizaje-servicio en la Educación Superior en América Latina y el mundo. “Educación Solidaria”, escrito conjuntamente con Jeannette Jiménez. En: Actas del 9no. Seminario Internacional “Aprendizaje y Servicio Solidario”, Buenos Aires. 2006:80-83.[5]
- Gestión científica y tecnológica en las universidades nacionales: indicadores de productividad, Memoralia. 2005; (2): 115-129, Ene-Dic.

- Perspectivas de la Investigación Científica, Humanística y Tecnológica en las Universidades Nacionales: Sustentación y Financiación, escrito conjuntamente con Eduardo Castillo,  Docencia Universitaria, 2004; 5(1-2):61-74.[6]
- Investigación-extensión: Políticas de integración académica, Universitas 2000. 2003; 27(1-2):119-125.
- VVAA. Sistema Nacional de Educación Avanzada para Venezuela. Vol. 3. Caracas: Ediciones del Centro de Estudios e Investigaciones sobre Educación Avanzada (CEISEA), Coordinación Central de Estudios de Postgrado, Universidad Central de Venezuela, 1997.[7]
- Universidad pública y financiamiento: el caso venezolano. XII Asamblea General UDUAL. Santo Domingo, República Dominicana, 29 y 30 de noviembre de 1995, Nieves de Galicia, F; Castillo Castillo, E.  Universidades, México. 1996; 46(11):27-35, Ene-Jun 1996.
- Universidad y sistema nacional de ciencia y tecnología. El caso venezolano, Badell, C.A; Nieves de Galicia, F, Universidades, México. 1995;  45(9);9-18, Ene-Jun.

- El Folk - Life, Conservadurismo y los Procesos de la Dinámica Cultural: Sincretismo y Transculturación, Boletín, Museo del Hombre Dominicano, No. 28, 2000.[8]
- Identidad y autofirmación: la estructura cultural y el devenir histórico .  En: Boletín del Museo del Hombre Dominicano. Santo Domingo. 2000; 27(8):108-119.
- Cúpira, su pasado y su presente: Interpretación arqueológica y etnohistórica de la etnia tomuza. Caracas: Universidad Central de Venezuela, Consejo de Desarrollo Científico y Humanístico. 1992, 286 p., ISBN 978-9800005477.
- Píritu, un caso de identidad y cultura caribeñas, en Revista de Ciencias Sociales, Centro de Investigaciones Sociales Universidad de Puerto Rico, UPR, Vol. XXIX, Nums. 3-4, julio-diciembre. 1990:430-442.[9]
- Utilización de la tierra y la costa por las poblaciones prehispánicas de la región Píritu : costa oriental de Venezuela. En: Asociación Internacional de Arqueología del Caribe, Iraida Vargas Arenas; Mario Sanoja Obediente, Editores. San Juan de Puerto Rico. 1990:260-271.
- La conservación de bienes culturales : política institucional de rescate arqueológico, con Carlos A. Martín. En: Arqueología del rescate. Actas de la Tercera Conferencia del Nuevo Mundo sobre Arqueología del Rescate, Carupano / Gloria Loyola-Black; Mario Sanoja Obediente, Editores . Caracas: Abre Brecha. 1990:196-202.
- Patrones de asentamiento a través de la etnoarqueología : Píritu. En: El Caribe : objeto de investigación, José Moreno Colmenares, comp . Caracas: Fondo Editorial Acta Científica Venezolana. 1988:19-31.
- Monsonyi, Jorge C.; Nieves de G., Fulvia (Editores). Simposium acerca de la investigación del patrimonio precolombino de Venezuela, . Caracas: Ediciones de la Facultad de Ciencias Económicas y Sociales, Universidad Central de Venezuela, 1987 . Serie: Colección cuadernos.
- Moreno, Petra J.; Nives de G., Fulvia. El período prehispánico en el contexto de la realidad contemporánea.  En: Simposium acerca de la investigación precolombina de Venezuela. Caracas: Universidad Central de Venezuela, Facultad de Ciencias Económicas y Sociales, Escuela de Antropología, 1987 . pp. 9-14 . Serie: Cuadernos
- Ocupaciones ceramistas de la llanada barloventeña : consideraciones en torno a la investigación arqueológica de la costa centro-oriental de Venezuela. En: Actas del Noveno Congreso Internacional para el Estudio de las Culturas Pre-Colombinas de las Antillas Menores, Santo Domingo, 2-8 de agosto de 1981 . Montréal: Centre de Recherches Caraïbes, Université de Montréal. 1983:131-144.
- La Fase Bañador: investigaciones arqueológicas en el Bajo Orinoco. Caracas: Universidad Central de Venezuela, Facultad de Ciencias Económicas y Sociales, División de Publicaciones. 1980, 238 p.
- Población prehispánica de la región de Cúpira, sector oriental de la Ensenada de Higuerote, Venezuela, Economía y Ciencias Sociales. Caracas. 1979; 18(4):89-97.